# フラタニティ・レコード
フラタニティ・レコード（Fraternity Records）は、アメリカ合衆国オハイオ州のシンシナティに存在した小規模のレコード会社である。同社は1954年、ハリー・カールソン（Harry Carlson）と（配当を受けるが業務に参画しない）匿名社員であるアシュトン・ウェルシュ博士（Dr. Ashton Welsh）により操業を開始した。最初のヒット曲は1956年の、地元の少女キャシー・カー（Cathy Carr）が歌ったティン・パン・アレーの曲『アイボリー・タワー（Ivory Tower）』であった。この曲はオーティス・ウィリアムズ&ザ・チャームズ（Otis Williams & the Charms）のカバーであり、チャートで最高2位まで上昇した。1年後には、ジミー・ドーシー（Jimmy Dorsey）のインストルメンタル『ソー・レア（So Rare）』があり、この著名なバンドリーダー存命中の最後のヒット曲となった。1959年、同社初のナンバー1獲得は、ビル・パーソンズ（Bill Parsons）の『オール・アメリカン・ボーイ（All American Boy）』である。パーソンズはカントリー・シンガーのボビー・ベア（Bobby Bare）の友人であり、このヒット曲を実際に歌っていたのはベアであり、パーソンズはB面の曲を歌っていただけであった。フラタニティはまた、さらに小規模の会社から曲を借りていた。それらの曲にはジャッキー・シャノン（Jackie Shannon、のちにJackie DeShannon）の1トラックを含んでいる。
フラタニティ最大のヒット曲はロニー・マック（Lonnie Mack）による1963年のギター・インストゥルメンタル『メンフィス（Memphis）』である。同曲はビルボードのポップ・チャートで5位、R&Bチャートで4位まで上昇した。
同社にとって最後の国内トップ40ヒット曲は1967年のザ・カジノズ（The Casinos）の『ゼン・ユー・キャン・テル・ミー・グッドバイ（Then You Can Tell Me Goodbye）』であった。 
シャド・オシェア（Shad O'Shea）は1975年に同社をカールソンから買収した。
アプリゲート・レコーディング・ソサエティ（Applegate Recording Society）もまたフラタニティ傘下のレーベルであった。